# Дормер, Джейн
 Джейн Дормер, герцогиня Ферия (англ. Jane Dormer; 6 января 1538, Эйтроп, Бакингемшир — 13 января 1612) — английская дворянка, фрейлина королевы Марии I Тюдор.

## Ранняя жизнь
Джейн Дормер родилась 6 января 1538 года в Эйтропе недалеко от Уоддесдона, Бакингемшир. Дочь сэра Уильяма Дормера (ум. 1575), от его первой жены Мэри Сидни (ум. 1542), дочери сэра Уильяма Сидни из Пенсхерста, Кент, и Энн Пакенхэм. У неё было два брата, Томас Дормер и Роберт Дормер, и сестра Энн Дормер, вышедшая замуж за сэра Уолтера Хангерфорда. Она была внучкой сэра Роберта Дормера (ум. 1552) и Джейн Ньюдигейт, дочери Джона Ньюдигейта (ум. 1528), эсквайра из Хэрфилда, Мидлсекс, и Амфиллис Невилл (ум. 1544). Брат Джейн Ньюдигейт был католическим мучеником Себастьяном Ньюдигейтом.
Джейн Дормер родилась во время правления короля Генриха VIII, когда её семья была расколота из-за религиозных противоречий, вызванных продолжающейся Реформацией. С одной стороны, семья её отца сэра Уильяма Дормера (умеренно зажиточные землевладельцы и торговцы шерстью из Бакингемшира) оставалась стойкими католиками. Однако семья её матери Мэри Сидни приняла протестантизм. Джейн выросла вне этого последнего влияния после смерти её матери в 1542 году, но она провела свою юность не только в доме своей бабушки по отцовской линии, но и в качестве подруги по играм молодого Эдуарда VI, который, как она писала в своих мемуарах, очень любил её и, как сообщается, сказал после того, как обыграл её в карты: «Теперь твоего короля больше нет, Джейн, я буду для тебя достаточно хорош».

## Брак и семья
Вера Джейн и королевские связи приведут её в самое сердце власти. Несмотря на разницу в возрасте более 20 лет и в возрасте всего 16 лет, Джейн стала одной из самых близких друзей и доверенных лиц королевы Марии I. Поэт Ричард Эдвардс описал восемь дам при дворе Марии, написав:
Дормер такая милая, и у неё такой живой цвет лица,

что тот, кто взглянет на нее, вскоре может пожалеть о ее красоте.
Королева Мария не хотела видеть её замужем, чтобы она могла остаться при дворе. Эдвард Кортни, также проявлял интерес к Джейн, но Мария Тюдор сочла его недостойным.
В конце концов она нашла себе пару в Испании, выйдя замуж за дона Гомеса Суареса де Фигероа Кордовы, 1-го герцога Фериа (1523—1571), близкого доверенного лица Филиппа II Испанского и его первого посла при дворе Елизаветы I. Джейн и Дон Гомес впервые встретились по прибытии короля Филиппа в Англию в 1554 году. Мария всячески поощряла этот союз, но он был отложен, чтобы дождаться возвращения Филиппа в страну после зарубежных кампаний. Этого так и не произошло, и они поженились только после смерти Марии в 1558 году.
От союза герцога и герцогини Ферии родилось два сына: Лоренцо Суарес де Фигероа-и-Кордова (род. 1559), который стал преемником своего отца на посту герцога Ферии, и Педро (род. 1565; прожил всего три месяца).
Герцог Фериа быстро понял, как вступление Елизаветы на престол изменит религиозную волну в Англии, и, несмотря на свою формальную роль посла Испании, он отказался присутствовать на коронации Елизаветы, публично отвергая ожидаемые протестантские элементы на службе.
Джейн Дормер доставила некоторые драгоценности королевы Марии Елизавете I в 1559 году. Фрейлины Елизаветы, Бланш Парри, леди Ноллис и Марджери Норрис тщательно исследовали возвращенные драгоценности на предмет дефектов и потерь.

## Испания
Когда в 1559 году герцога Фериа сменили на посту посла, он и Джейн вернулись на континент со смешанной свитой, состоящей из монахов и монахинь, её кузины Маргарет Харингтон и Сьюзен Кларенсье, одной из бывших фрейлин Марии.
Оказавшись в Испании, Джейн стала громоотводом для изгнанных английских католиков. Джейн продолжала переписку с Елизаветой, но она также получала письма от четырёх пап и поддерживала множество других контактов, симпатизирующих римско-католическому делу в Англии, а в Испании она была защитницей изгнанных англичан, переживших тяжелые времена.
После смерти мужа в 1571 году она взяла на себя управление его имениями. Испанцы уважали её за политическое понимание, и в 1592 году она была сильным кандидатом на пост губернатора Фландрии.

## Смерть и наследие
Здоровье герцогини так и не оправилось после несчастного случая в 1609 году, и с начала 1611 года она была прикована к постели — планируя заранее, она уже приготовила гроб, который хранила в доме. При её смерти 13 января 1612 года присутствовали семь священников. Она была похоронена в монастыре Санта-Клара в Сафре 26 января.
Её старший сын Лоренцо Суарес де Фигероа-и-Кордова сменил своего отца на посту герцога Фериа.